# Савиньи-ан-Сетен
Савиньи́-ан-Сете́н (фр. Savigny-en-Septaine) — коммуна во Франции, находится в регионе Центр. Департамент — Шер. Входит в состав кантона Божи. Округ коммуны — Бурж.
Код INSEE коммуны — 18247.

## География
Коммуна расположена приблизительно в 210 км к югу от Парижа, в 110 км юго-восточнее Орлеана, в 14 км к востоку от Буржа.
Через территорию коммуны протекает река Эрен, а вдоль северной границы — река Йевр.

## Население
Население коммуны на 2008 год составляло 672 человека.
| 1962 | 1968 | 1975 | 1982 | 1990 | 1999 | 2008 |
| ---- | ---- | ---- | ---- | ---- | ---- | ---- |
| 394  | 449  | 499  | 546  | 570  | 622  | 672  |

## Экономика

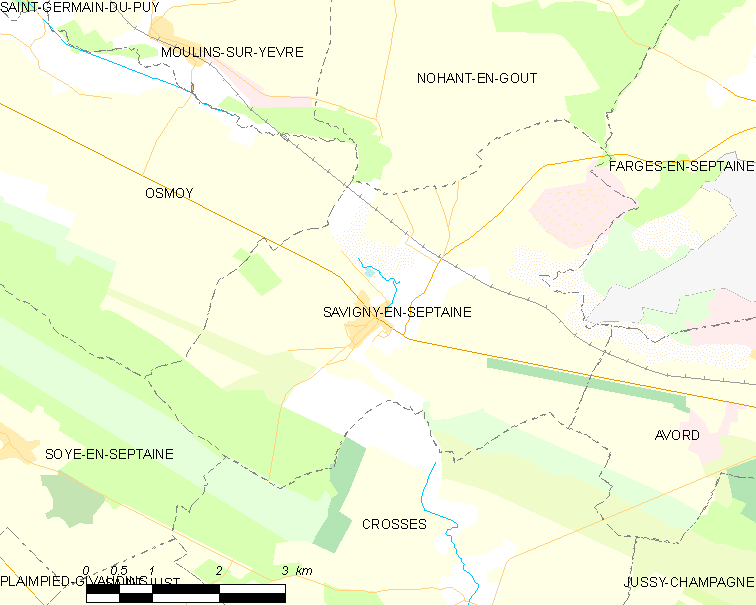
Карта коммуны

В 2007 году среди 453 человек в трудоспособном возрасте (15-64 лет) 384 были экономически активными, 69 — неактивными (показатель активности — 84,8 %, в 1999 году было 76,9 %). Из 384 активных работали 358 человек (191 мужчина и 167 женщин), безработных было 26 (15 мужчин и 11 женщин). Среди 69 неактивных 30 человек были учениками или студентами, 21 — пенсионерами, 18 были неактивными по другим причинам.

## Достопримечательности
- Церковь Сент-Этьен (XIII век)
  - Статуя «Богоматерь с младенцем» (XVI век). Высота — 90 см. Исторический памятник с 1936 года[3]
  - Статуя «Сидящая Богоматерь с младенцем» (XVI век). Высота — 82 см. Исторический памятник с 1936 года[4]
  - Серебряный крест (XVI век). Исторический памятник с 1891 года[5]
- Водяная мельница